# قاضي زاده محمد
قَاضِي زَادَه مُحَمَّدُ بْنُ مُصْطَفَى أَفَنْدِي (بالتركية العثمانية: قاضى زاده محمد افندى، بالتركية الحديثة: Kadızâde Mehmed Efendi) وُلد سنة 990 هـ / 1582 م وتوفي سنة 1045 هـ / 1635 م) هو عالم مسلم، قاد حركة إصلاحية في الدولة العثمانية، وعُرف أتباعه بلقب: «قاضي زاده ليلَر».

## حياته
وُلد بمدينة بالي قصر وتأثر بتعاليم الإمام البركوي. خلال الأعوام 1030 – 1040 هـ / 1620 – 1630 م اكتسب قاضي زاده تأثيرًا قويًا من خلال الإمامة والوعظ، وتبوأ مناصب مختلفة في جامع السليمانية وأيا صوفيا في الأستانة. ويعود قسم كبير من ارتقاء قاضي زاده إلى دعم السلطان مراد الرابع.
اشتهر قاضي زاده بمناظراته التي أجراها مع الشيخ الصوفي عبد المجيد السيواسي، وكان هو الآخر يتمتع برعاية مراد الرابع، مما أتاح لكليهما بإظهار دعوتهم وصار لكل منهما أتباع وتلاميذ.

## آثاره
من آثاره:
- «تاج الرسائل ومنهاج الوسائل» وهو ترجمة تركيّة لكتاب ابن تيمية المسمى «السياسة الشرعية في إصلاح الراعي والرعية» مع إضافات وشروح، قدمها إلى السلطان مراد الرابع.
- «إرشاد العقول المستقيمة إلى الأصول القويمة بإبطال البدع السقيمة»، وهو تلخيص لكتاب ابن القيّم «إغاثة اللهفان من مصائد الشيطان»، وفيه وقف قاضي زاده موقفًا صارمًا ضد زيارة القبور وفيه رد أيضا على من أجاز الرقص الصوفي. حقق جزء منه ضمن رسالة ماجستير سنة 1438 هـ / 2017 م.[3]
- «قامعة البدعة، ناصرة السنة، دامغة البدعة» في المنع من صلاة النافلة ليلة النصف من شعبان وغيرها.
- «نصر الأصحاب وقهر السبًاب» في الرد على الرافضة.[2]